# Caroline Blanco
Pour les articles homonymes, voir Blanco.
Caroline Blanco est une pasteure française, née en 1949 en Espagne et morte en 2010 à Eaubonne. Elle succède à Joseph Doucé au sein du Centre du Christ libérateur, où elle bénit des couples homosexuels.

## Biographie
Caroline Blanco naît le 3 mai 1949 en Espagne. Elle étudie à l'Institut protestant de théologie de Paris (IPT). Son culte de reconnaissance de ministère pastoral à lieu à la Maison verte, un fraternité de la Mission populaire évangélique de France à Paris.
A l'IPT, elle fait la rencontre du pasteur Joseph Doucé par l'intermédiaire du professeur André Dumas. En 1979, elle rejoint le Centre du Christ libérateur (CCL) fondé trois ans plus tôt par Doucé,. Dans ce lieu, elle célèbre plusieurs centaines de bénédictions pour des couples homosexuels, avant comme après la création PACS (première reconnaisse de l'union civile homosexuelle en 1999),,. Elle prend la suite de Joseph Doucé à la suite de son assassinat en 1990,. Elle affilie le CCL à la fraternité progressiste de l'Église communautaire métropolitaine.
En concubinage lesbien à partir de la fin des années 1980, elle a une fille.
Caroline Blanco meurt d'un arrêt respiratoire le 2 décembre 2010 à l'hôpital d'Eaubonne (Val-d'Oise), à l'âge de 61 ans. Elle est incinérée le 7 décembre au crématorium de Saint-Ouen-l'Aumône par le pasteur David Stewart. Le CCL subit un coup d'arrêt après son décès.